# Michael von der Heide

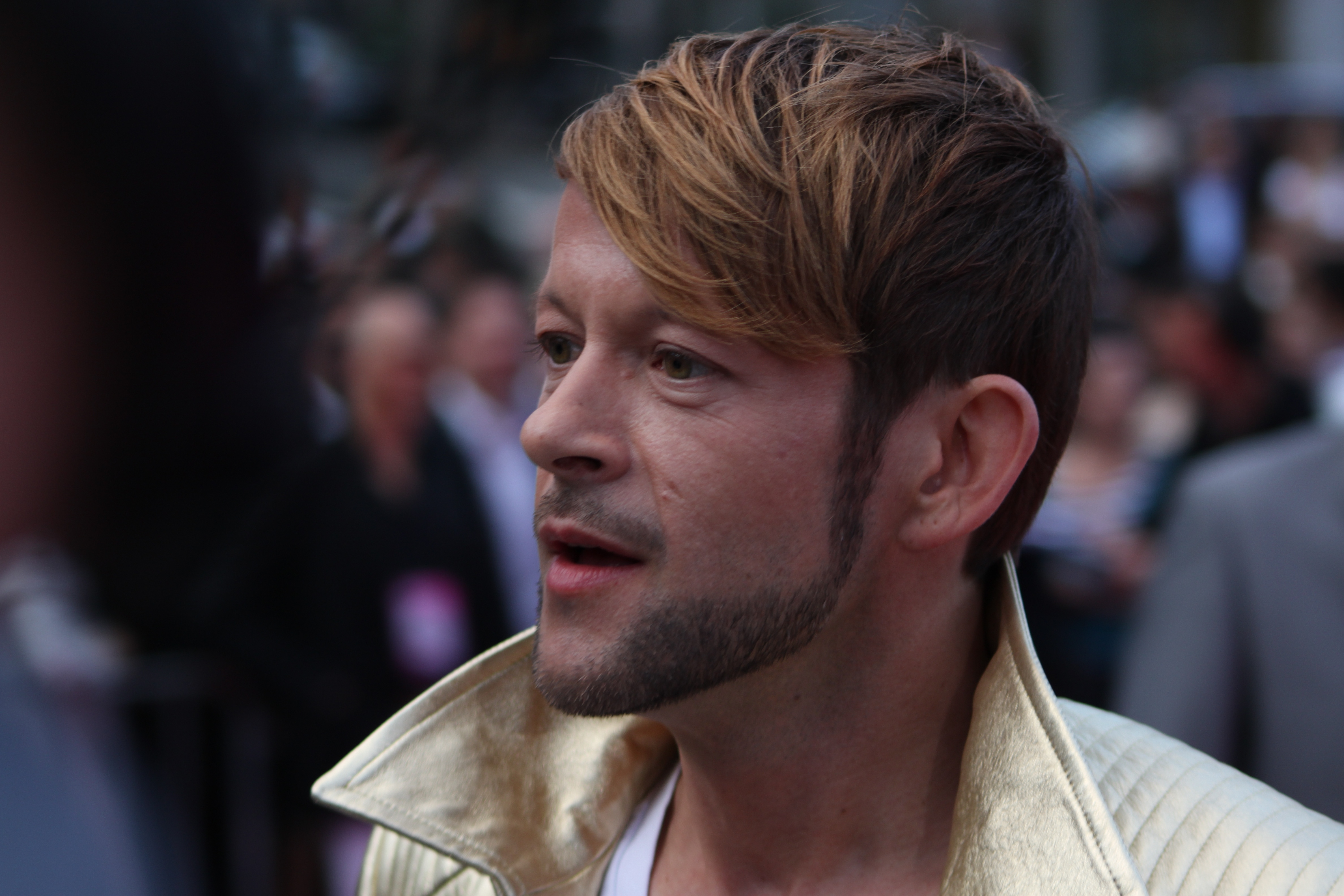
Michael von der Heide in Oslo (2010)

Michael von der Heide (Amden, 16 oktober 1971) is een Zwitsers zanger en acteur.

## Biografie
Von der Heide is een zoon van een Duitse vader en een Zwitserse moeder. In 1999 wilde hij Duitsland vertegenwoordigen op het Eurovisiesongfestival in Israël met het nummer Bye bye bar, maar hij won de nationale finale niet. In 2009 was Von der Heide een van de Zwitserse juryleden tijdens het Eurovisiesongfestival in Moskou.
Op 18 december 2009 werd hij verkozen om Zwitserland te vertegenwoordigen op het Eurovisiesongfestival 2010 in Oslo. Dit gebeurde met het nummer Il pleut de l'or. Von der Heide kreeg twee punten en eindigde op de laatste plaats in de halve finale.

## Muziek
Von der Heide is onder andere bekend van nummers als Immer wenn du denkst, Oerlikon en Ma chambre et moi.
1956: Lys Assia + Lys Assia · 
1957: Lys Assia · 
1958: Lys Assia · 
1959: Christa Williams · 
1960: Anita Traversi · 
1961: Franca di Rienzo · 
1962: Jean Philippe · 
1963: Esther Ofarim · 
1964: Anita Traversi · 
1965: Yovanna · 
1966: Madeleine Pascal · 
1967: Géraldine · 
1968: Gianni Mascolo · 
1969: Paola · 
1970: Henri Dès · 
1971: Peter, Sue & Marc · 
1972: Véronique Müller · 
1973: Patrick Juvet · 
1974: Piera Martell · 
1975: Simone Drexel · 
1976: Peter, Sue & Marc · 
1977: Pepe Lienhard Band · 
1978: Carole Vinci · 
1979: Peter, Sue & Marc & Pfuri, Gorps & Kniri · 
1980: Paola · 
1981: Peter, Sue & Marc · 
1982: Arlette Zola · 
1983: Mariella Farré · 
1984: Rainy Day · 
1985: Mariella Farré & Pino Gasparini · 
1986: Daniela Simmons · 
1987: Carol Rich · 
1988: Céline Dion · 
1989: Furbaz · 
1990: Egon Egemann · 
1991: Sandra Simó · 
1992: Daisy Auvray · 
1993: Annie Cotton · 
1994: Duilio · 
1996: Kathy Leander · 
1997: Barbara Berta · 
1998: Gunvor · 
2000: Jane Bogaert · 
2002: Francine Jordi · 
2004: Piero Esteriore & The MusicStars · 
2005: Vanilla Ninja · 
2006: Six4one · 
2007: DJ BoBo · 
2008: Paolo Meneguzzi · 
2009: Lovebugs · 
2010: Michael von der Heide · 
2011: Anna Rossinelli · 
2012: Sinplus · 
2013: Takasa · 
2014: Sebalter · 
2015: Mélanie René · 
2016: Rykka · 
2017: Timebelle · 
2018: ZiBBZ · 
2019: Luca Hänni · 
2021: Gjon's Tears · 
2022: Marius Bear · 
2023: Remo Forrer · 
2024: Nemo · 
2025: Zoë Më
- Bibliothèque nationale de France: cb16650834k (data)
- Gemeinsame Normdatei: 13505317X
- International Standard Name Identifier: 0000 0001 0992 5120
- MusicBrainz: 531edb8e-d125-484c-af19-1232a0d48bda
- Système universitaire de documentation: 113127901
- Virtual International Authority File: 79936619
- WorldCat: E39PBJrrq9KwMWJKYR9mCPxdQq